# Estació d'esquí de fons de Sant Joan de l'Erm
Sant Joan de l'Erm és una estació d'esquí de fons, situada més amunt de la vall de Castellbò, al terme de Montferrer i Castellbò. El 1959 s'hi va inaugurar un nou santuari, aquest al vessant que mira a Castellbò, a 1.690 metres d'altitud, prop de la Font del Bosc i a tocar d'un bosc centenari de pins roigs i avets, en substitució del ruïnós edifici de Sant Joan de l'Erm Vell.
Sant Joan de l'Erm Nou és un edifici modern i escaient, obra de l'arquitecte Isidre Puig i Boada amb un teulat de doble vessant, pronunciat, i un campanar triangular que s'aferra amb agudesa darrere seu. Uns 300 metres darrere la capella hi ha el coll de la Basseta, en un extens pla de pins, arranjat per a l'acampada, amb un xalet-refugi, amb 80 places d'allotjament, obert tot l'any. Des del principi dels setanta hi ha instal·lada en aquesta zona la pista d'esquí nòrdic de Sant Joan de l'Erm. A Sant Joan de l'Erm s'hi fa un aplec el 24 de juny, diada de Sant Joan, i se celebra la festa del patró el 28 i el 29 d'agost.

## L'estació d'esquí
L'estació d'esquí nòrdic és enmig de boscos de pi roig, pi negre i avet, i les pistes van des dels 1.700 m d'altitud al refugi de la Basseta fins als 2.050 m de Prat Montaner des d'on es pot arribar fins a Portainé.
L'estació va obrir l'any 1970 com a primera estació d'esquí de fons de l'estat espanyol. En total té 50 km de pistes d'esquí de fons. Estan repartides segons dificultat en:
- Circuit verd: 7 km
- Circuit blau: 15 km
- Circuit vermell: 26 km
- Circuit negre: 2 km
- Circuit de skating: 18 km

L'estació es troba al Parc Natural de l'Alt Pirineu.